# Tulip Television
Tulip Television Co.,Ltd. (株式会社チューリップテレビ?, Kabushikigaisha Chūrippu Terebi, altresì nota come TUT) è un'emittente televisiva affiliata al Japan News Network (JNN) con sede a Takaoka, nella prefettura di Toyama. L'azienda è stata fondata il 16 luglio 1990 e ha iniziato le attività il 1º ottobre 1990.